# 須恵器

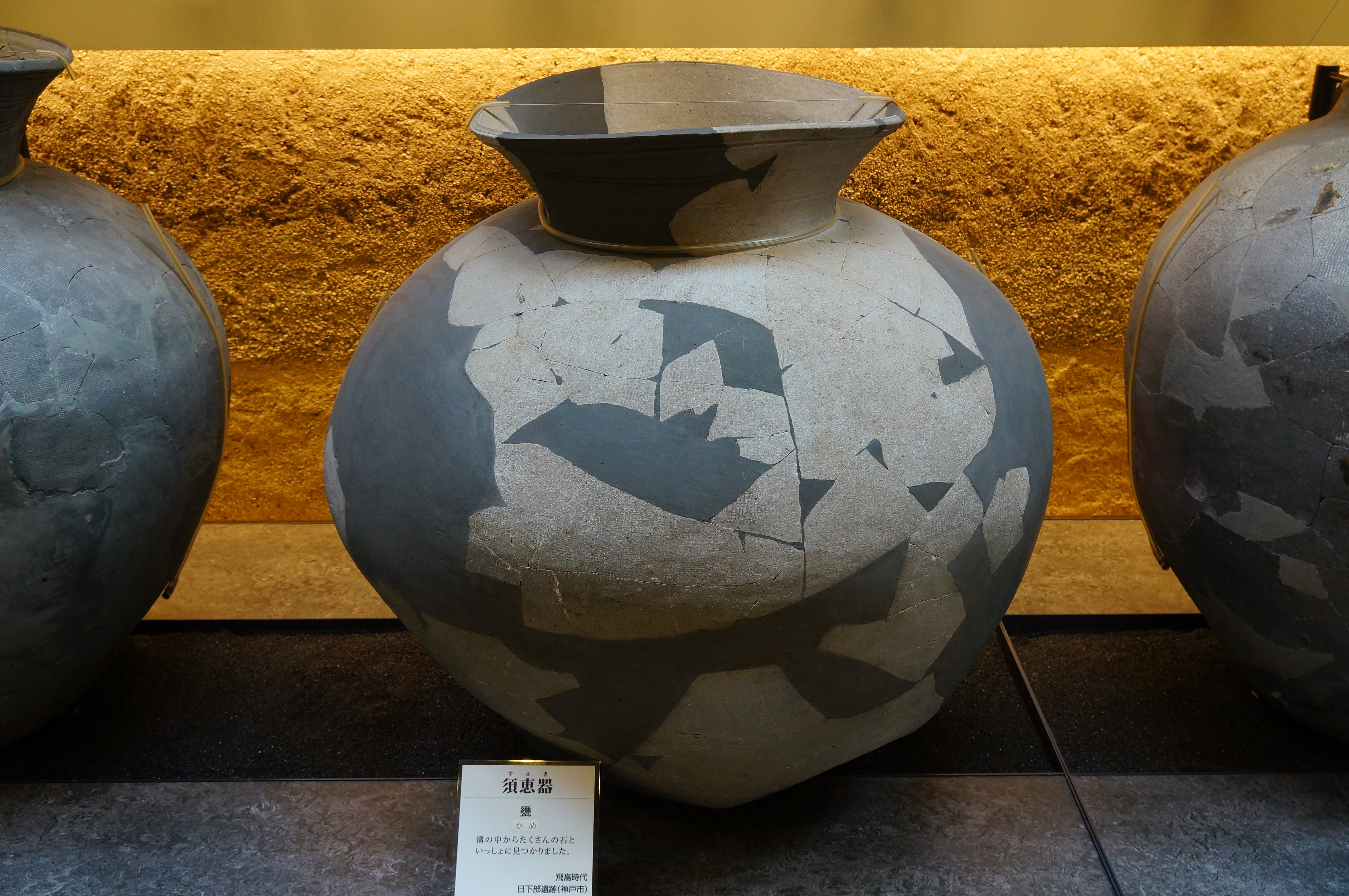
日下部遺跡（兵庫県神戸市）から出土した飛鳥時代の甕（兵庫県立考古博物館蔵）

須恵器（すえき）は、古墳時代から平安時代にかけての日本で生産された陶質土器（炻器）。青灰色で硬い。同時期の土師器とは色と質で明瞭に区別できるが、一部に中間的なものもある。

## 名称
平安時代には「陶器」と書いて「すえもの」「すえうつわもの」と読まれていた（ただし古墳時代からそう読まれていたかどうかは不詳）が、いわゆる陶器（とうき）との混乱を避けるべく、考古学用語として須恵器という当て字が考案され一般化したものである。20世紀前半までは祝部土器（いわいべどき）と呼ばれることがあった。また、奈良時代の僧である行基が諸国を行脚して民衆に作陶技術を教授したとする伝承から「行基焼」（ぎょうきやき）との別名もある。
なお福岡県糟屋郡には、須恵町という須恵器を連想させる地名があり、実際に「須恵焼」という焼物を産出してもいるが、これは江戸時代に福岡藩磁器御用窯が在った現在の同町で焼かれ、その後博多人形師宗家の中ノ子家が継承した、無双金錆焼に代表される焼物の名称であり、須恵という地名および須恵焼と当項「須恵器」とは、直接的には無関係である。

## 特徴
須恵器の起源は朝鮮半島（特に南部の伽耶）とされ、初期の須恵器は半島のものと区別が付きにくいほど似ているが、用語としては日本で製作された還元焔（かんげんえん）焼成の硬質の焼物だけを須恵器という。朝鮮半島のものは、普通名詞的に陶質土器と呼ばれるか、伽耶土器・新羅土器・百済土器などもう少し細分した名で呼ばれている。
縄文土器から土師器までの土器は、日本列島古来の技法である「輪積み（紐状の粘土を積み上げる）」により成形され、野焼きで作られていた。このため焼成温度が800～900度と低く、強度があまりなかった。また、酸化焔焼成（酸素が充分に供給される焼成法）となったため、表面の色は赤みを帯びた。
それに対し、須恵器は全く異なる技術（轆轤技術）を用いて成形し、窖窯（あながま）と呼ばれる地下式・半地下式の登り窯を用いて1100度以上の高温で還元焔焼成されることで強く焼締まり、従来の土器以上の硬度を得た。閉ざされた窖窯の中では酸素の供給が不足するが、高熱によって燃焼が進む。燃料からは、酸素が十分なら二酸化炭素と水になるところ、一酸化炭素と水素が発生する。これが粘土の成分にある酸化物から酸素を奪う、つまり還元することで二酸化炭素と水になる。特徴的な青灰色は、粘土中の赤い酸化第二鉄が還元されて酸化第一鉄に変質するために現れる。
基本的には釉薬をかけない。釉のかかったものも見られるが、これらの多くは窯の燃焼中、燃料（薪）の灰が製品に付着し、高熱で融解して偶然生じた「自然釉」である。

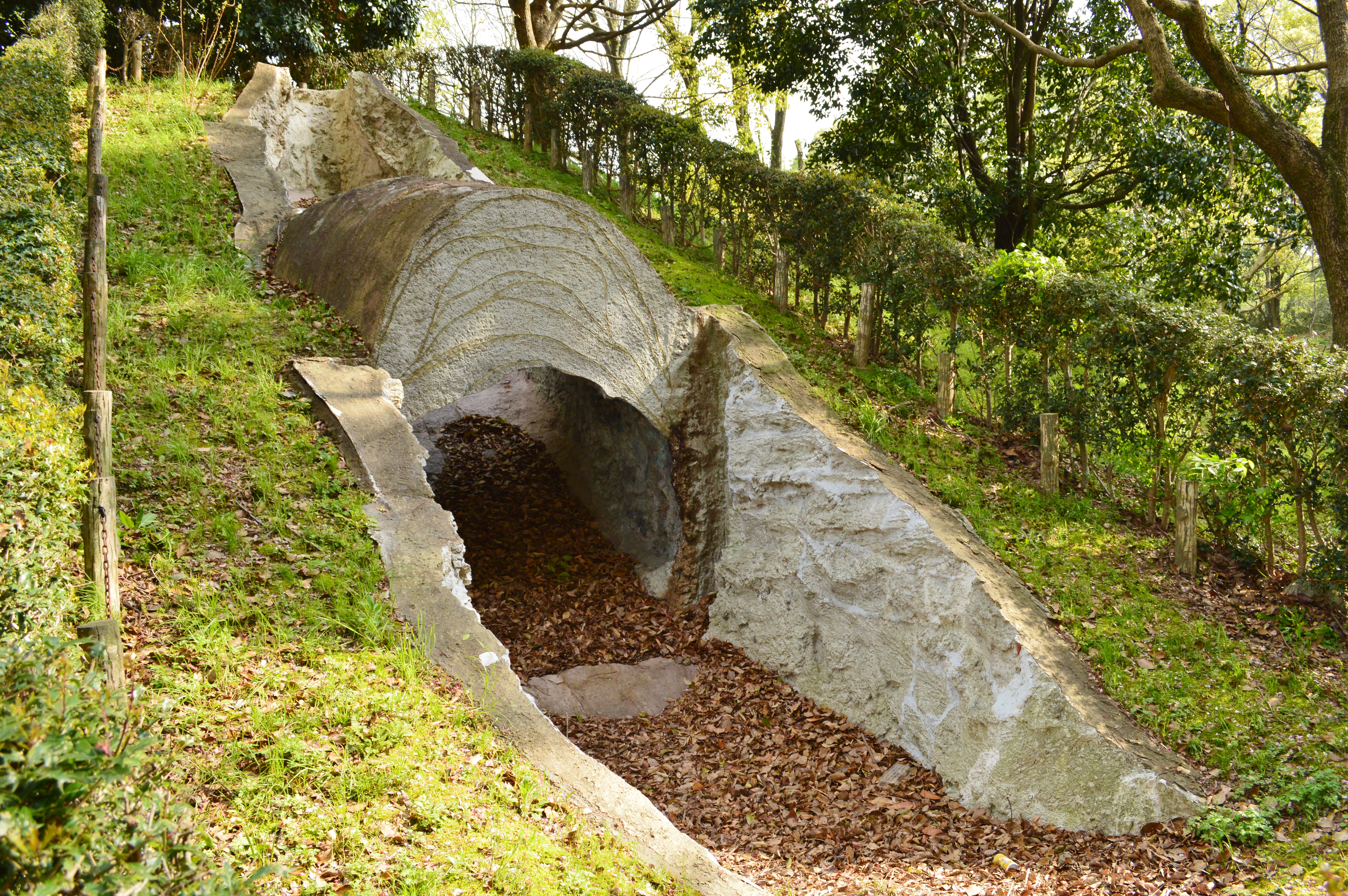
窖窯 大阪府陶邑窯跡群TG61（移築復元）。
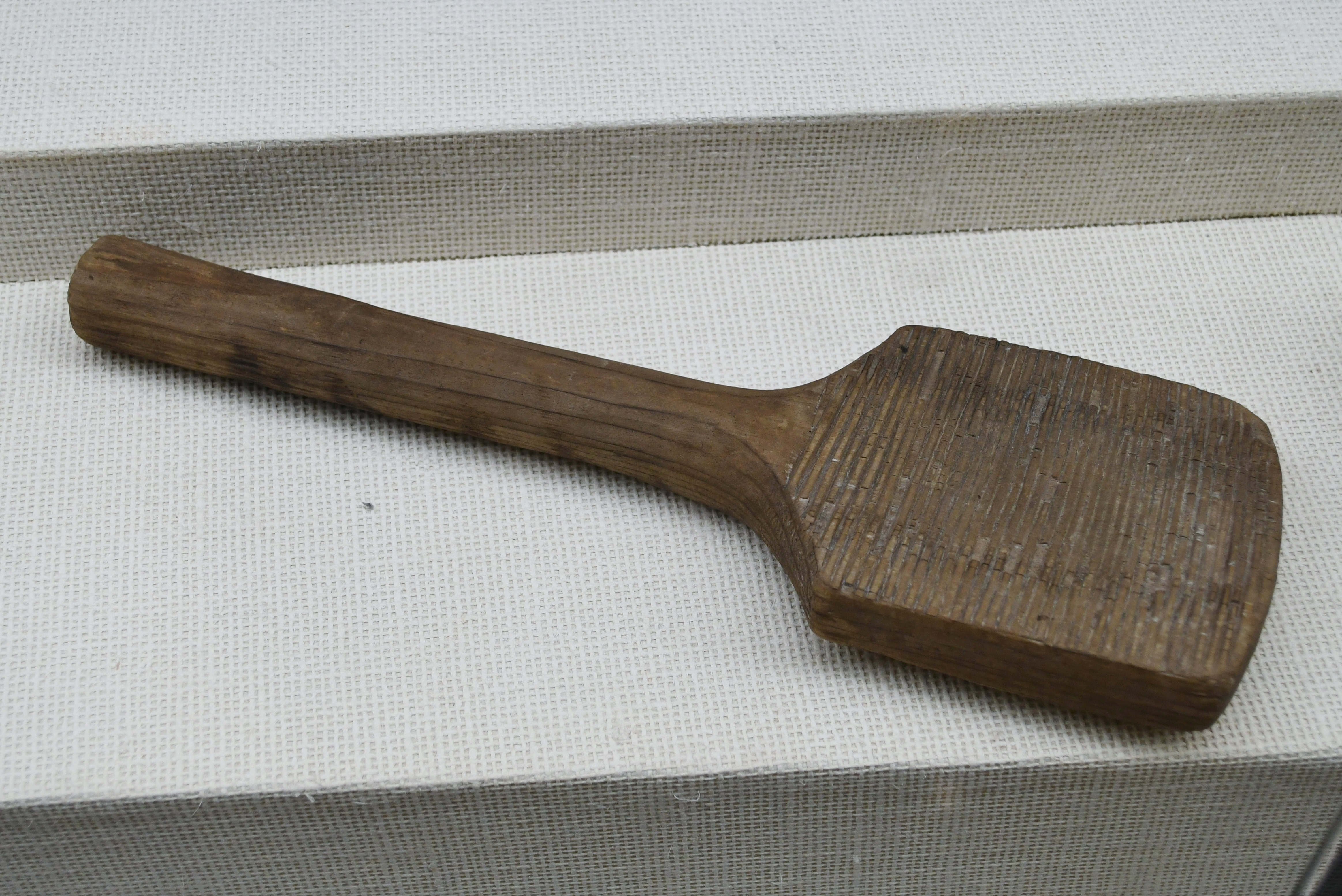
甕のタタキ板 日置荘遺跡出土。大阪府立近つ飛鳥博物館展示。
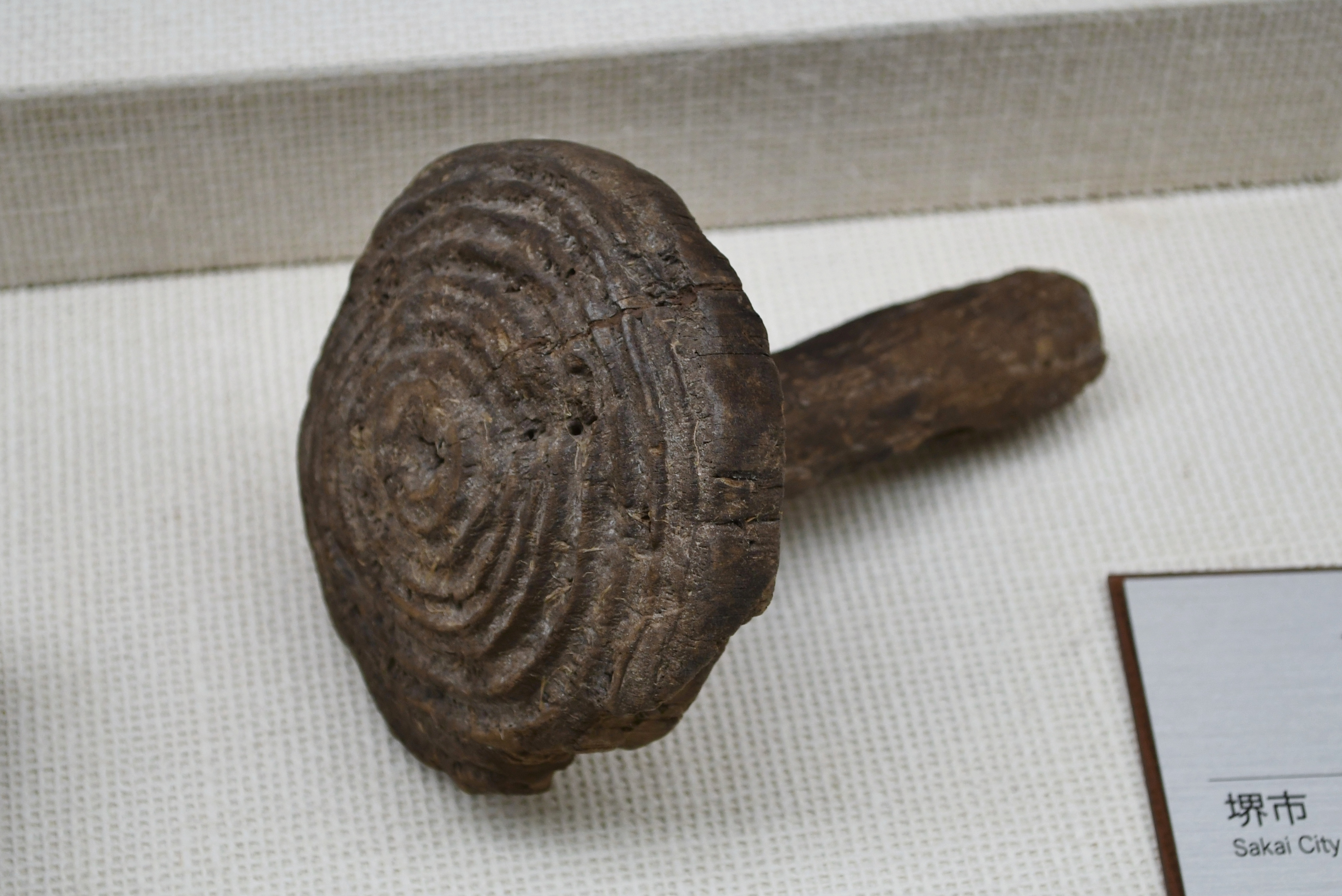
甕の当て具 日置荘遺跡出土。大阪府立近つ飛鳥博物館展示。

## 歴史

### 古墳時代

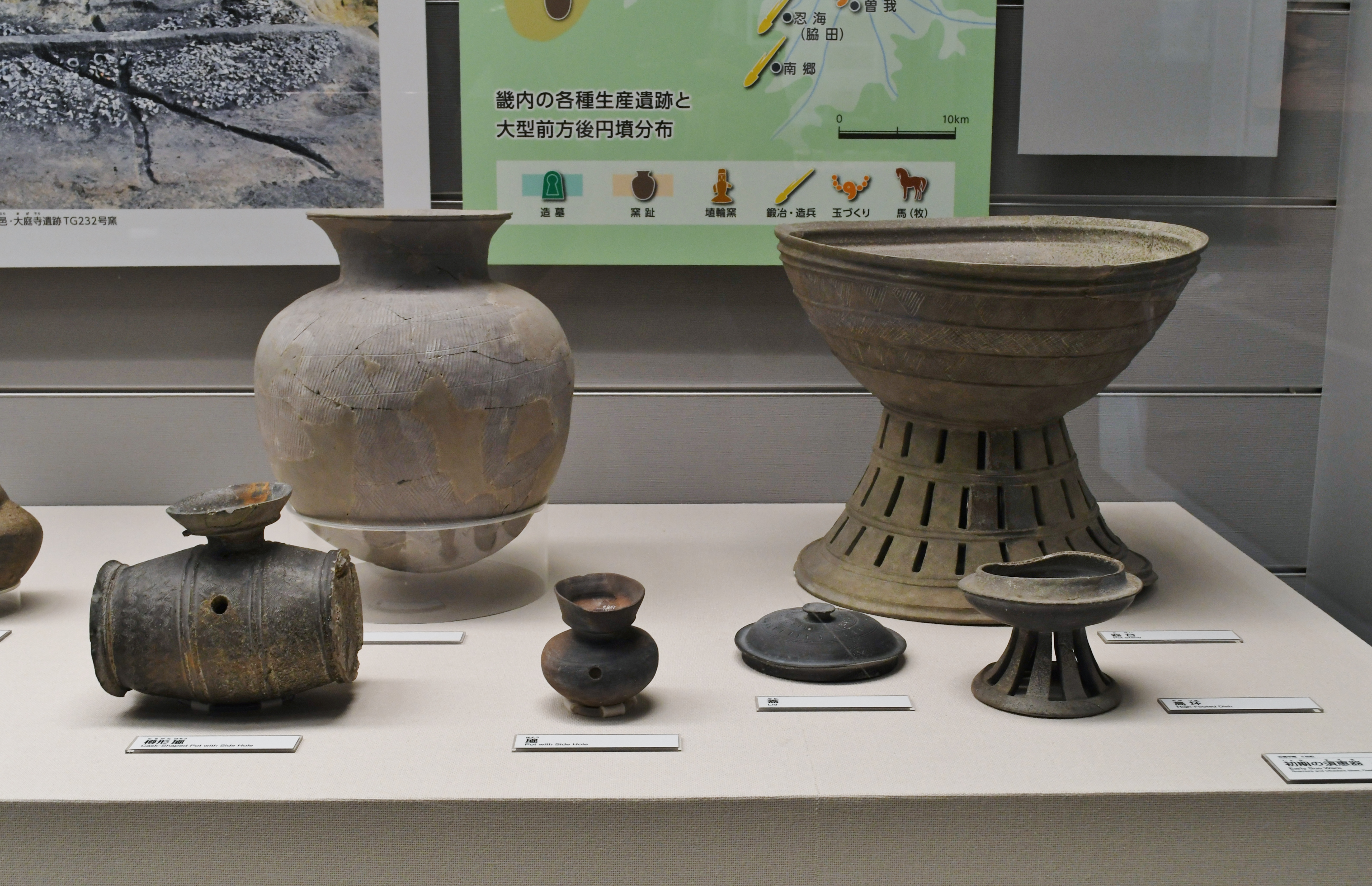
大庭寺遺跡（堺市）出土 初期須恵器国立歴史民俗博物館展示。

高温土器生産の技術は、中国江南地域に始まり、朝鮮半島に伝えられた。『日本書紀』には、百済などからの渡来人が製作したとの記述がある一方、垂仁天皇（垂仁3年）の時代に新羅王子天日矛とその従者として須恵器の工人がやってきたとも記されている。そのため新羅系須恵器（若しくは陶質土器）が伝播していた可能性が否定しきれないが、現在のところ、この記述と関係が深いと思われる滋賀県竜王町の鏡谷窯跡群や天日矛が住んだといわれる旧但馬地方でも初期の須恵器は確認されていない。結局、この技術は百済から伽耶を経て日本列島に伝えられたと考えられている。
考古学的には、大阪府堺市・和泉市・大阪狭山市・岸和田市にまたがる泉北丘陵に分布する陶邑窯跡群の発掘調査と、森浩一、田辺昭三、中村浩らの一連の編年的研究により、須恵器の出現は古墳時代中期の5世紀中頃とされていたが、近年では、陶邑窯跡群内に含まれる堺市大庭寺遺跡の「TG232号窯」・「TG231号窯」や、野々井西遺跡の「ON231号窯」において、より古い段階に位置づけられる須恵器が発見され、少なくとも5世紀前半段階には、朝鮮半島から陶質土器が持ち込まれるのとほぼ同時に生産技術が招来され、陶邑地域で須恵器生産が開始されたことが明らかとなっている。
この須恵器の生産が始まったころに作られたものを特に「初期須恵器」といい、朝鮮半島の「陶質土器」によく似た形をしている。
このほか日本最古の須恵器生産が始まった場所（窯跡）として福岡県の小隈・山隈・八並窯跡群等が集中して存在しており、あわせて朝倉窯跡群と総称されている。
また、吹田市吹田32号窯、岡山県奥ヶ谷窯跡、香川県宮山1号窯・三谷三郎池西岸窯跡、福岡県夜須町山隈窯跡などの初現期の窯跡も日本各地に造られる。これらの系譜は、いずれも伽耶系である。
このうち大阪府の陶邑窯跡群は同時期の日本列島で最大であり、日本三大古窯の一つに数えられている。天皇陵を含むと考えられている百舌鳥古墳群と地理的に近接しており、やがてヤマト王権の管理のもとで、同じ規格の製品を生産するよう統御されるようになったと考えられる。そのような「品質管理」の状況を物語る遺跡として堺市の深田遺跡や小角田遺跡が挙げられる。
5世紀末～6世紀代になると列島各地に須恵器窯が造られた。これらの須恵器窯で陶邑様式の須恵器が生産された。福岡県大野城市・春日市・太宰府市にまたがる牛頸窯跡群（三大古窯の一つ）、兵庫県明石市・三木市付近に分布する東播地域窯跡群、岐阜県岐阜市の美濃須衛窯跡群、愛知県尾張地方東部の猿投窯跡群（三大古窯の一つ）、静岡県湖西市の湖西窯跡群などがあげられる。このことを陶邑工人の地方拡散とみる説、在地工人が陶邑様式を受容して生産したとみる説とがある。微妙な地域差が見出せるものの、列島的規模での規格化の力が働いていることは確かである。このことから、須恵器生産においてヤマト王権が主導的役割を果たしていたと考えられる。
古墳時代の須恵器は、主に祭祀や副葬品に用いられた。初めのうち古墳からの出土に限られるが、普及が進んだ後期になると西日本で集落からも出土し、西日本では須恵器、東日本では土師器が優勢という違いが現れた。

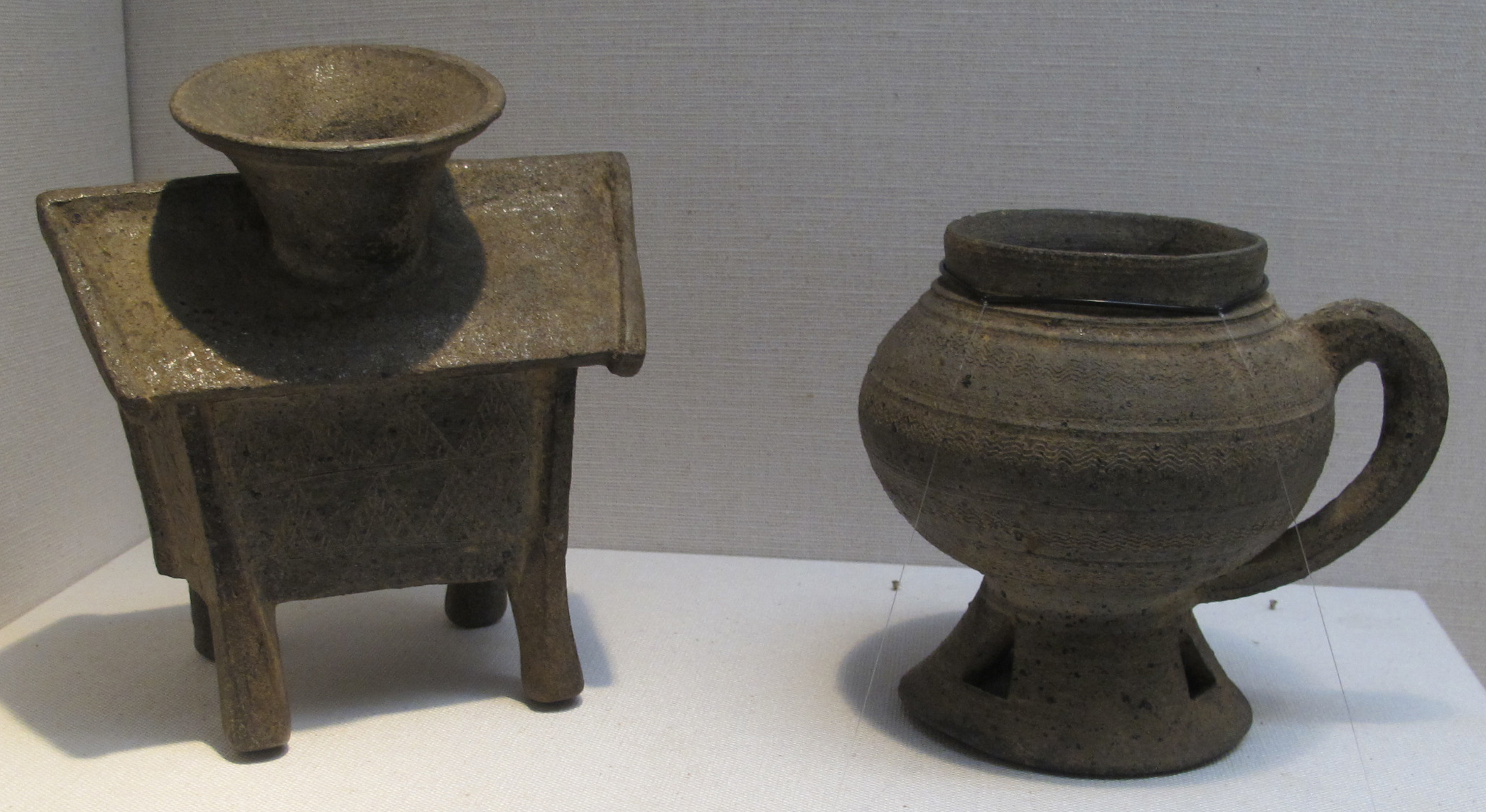
家形容器（左）、脚付短頸壺 ともに和歌山市六十谷（むそた）出土 東京国立博物館蔵
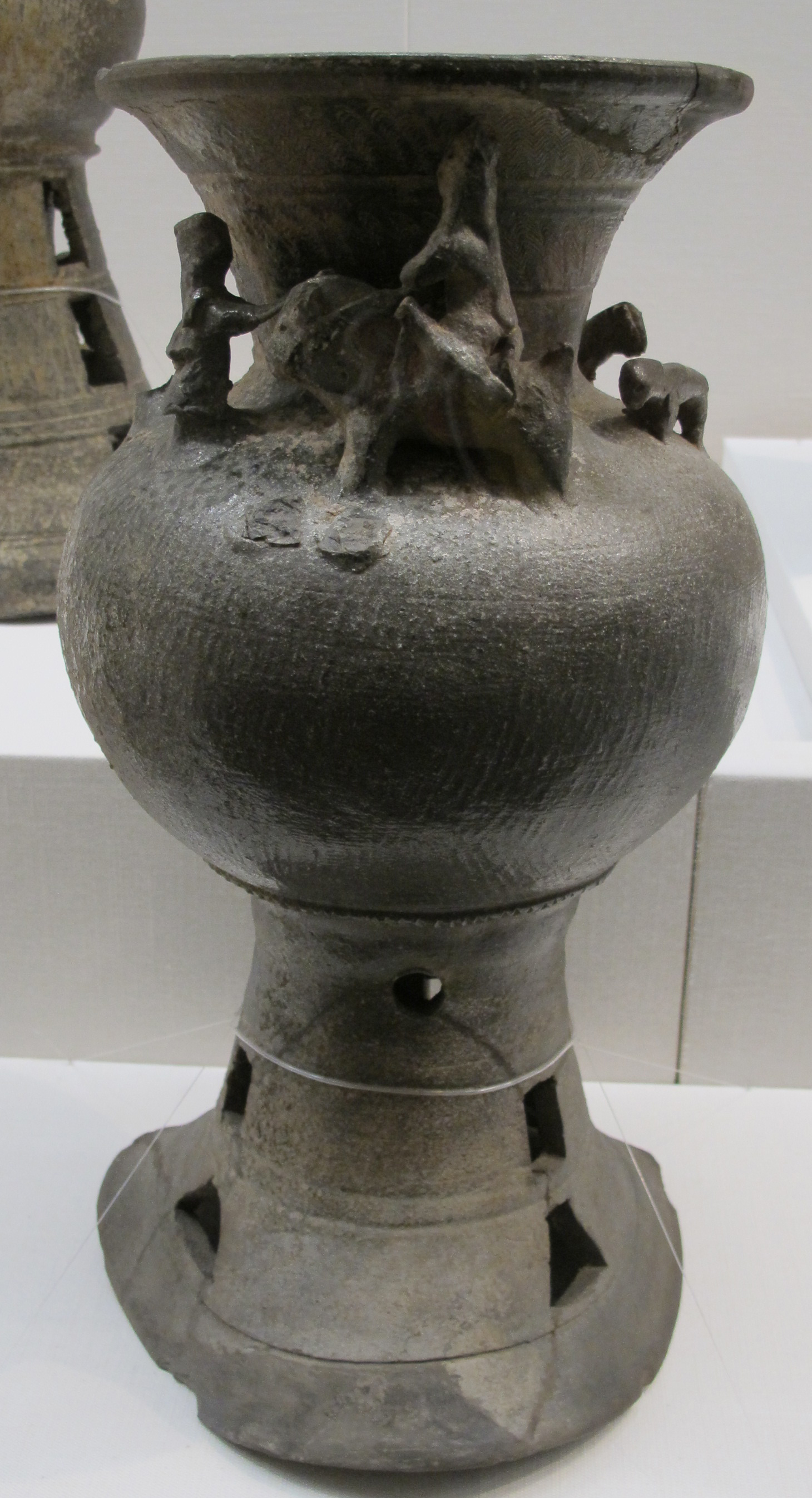
装飾付脚付壺 兵庫県たつの市御津町中島 山王山古墳出土 東京国立博物館蔵
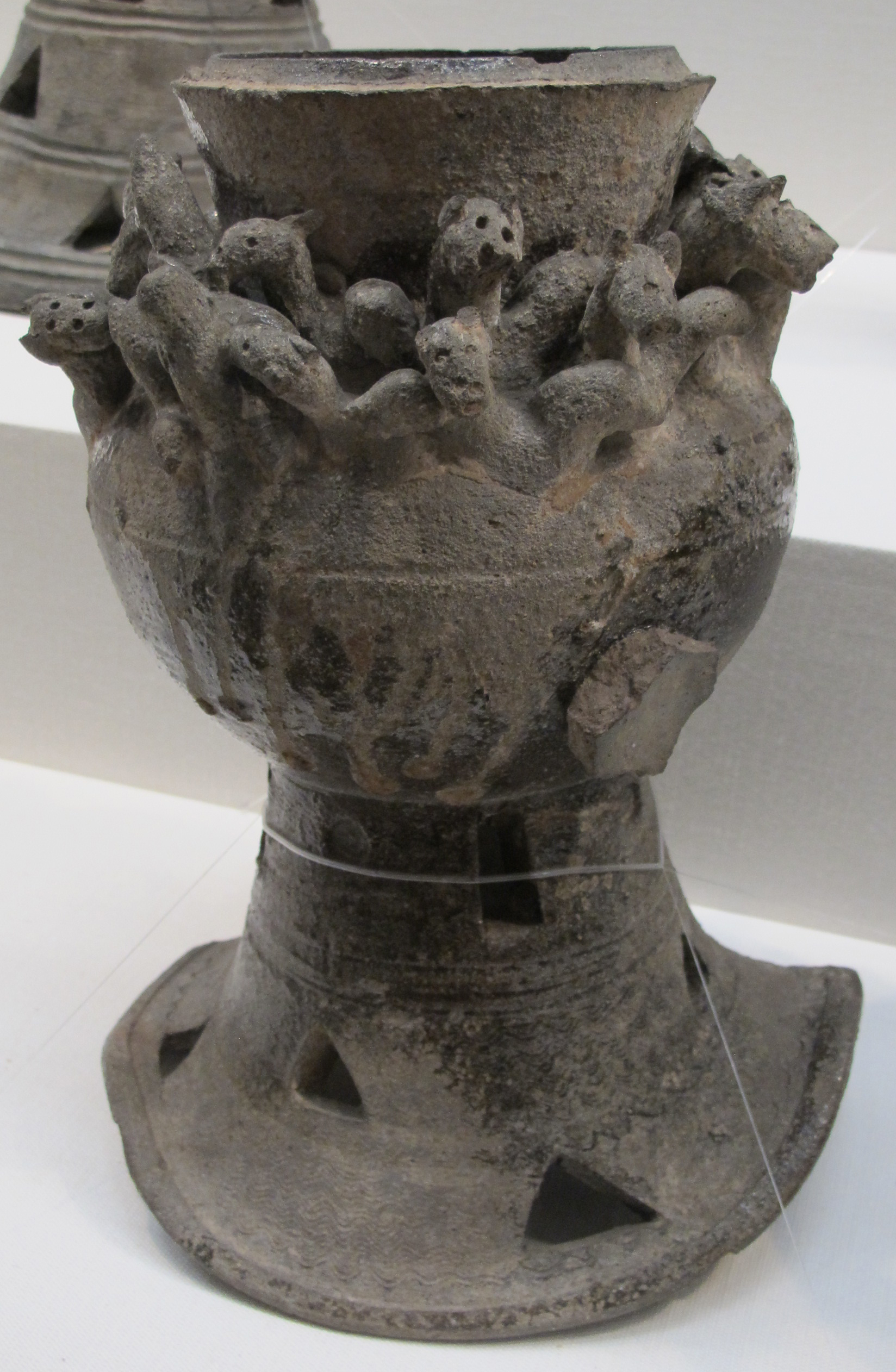
装飾付脚付壺 岡山県瀬戸内市長船町磯上出土 東京国立博物館蔵
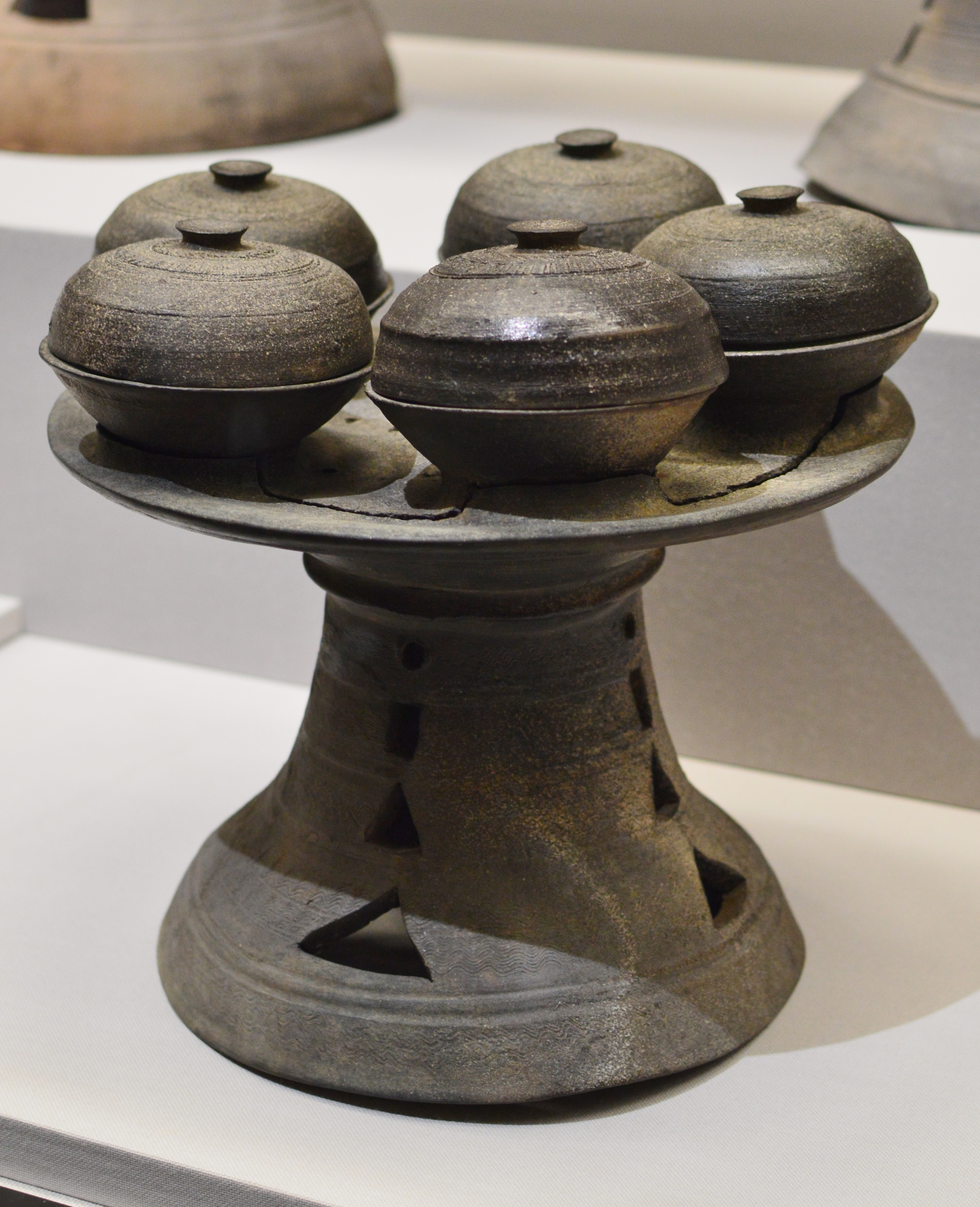
子持高坏 疱瘡神塚古墳出土 東京国立博物館蔵
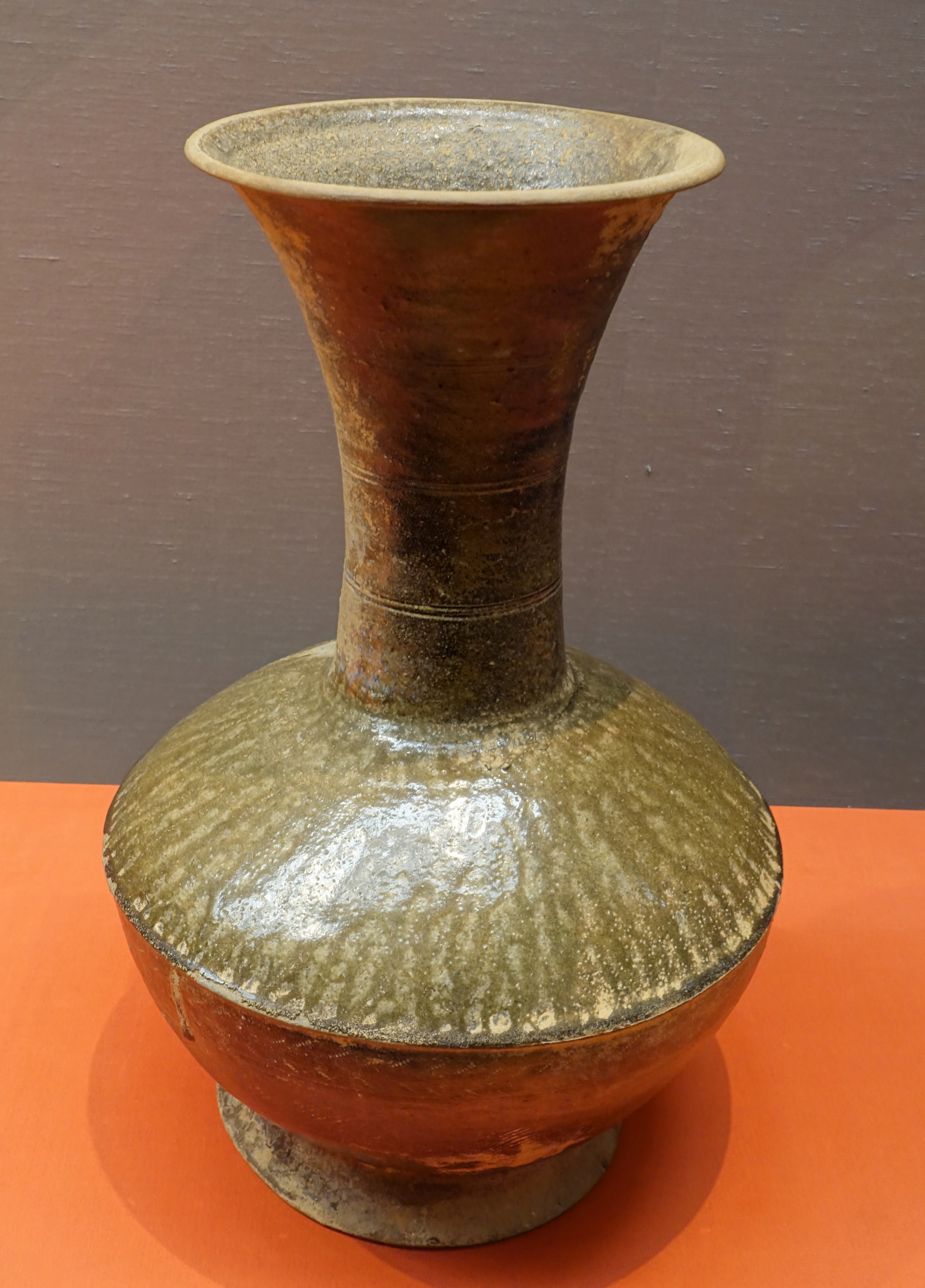
自然釉がかかった須恵器 台付長頸瓶 三重県鳥羽市答志町蟹穴古墳出土 7世紀 東京国立博物館蔵（重要文化財）

### 奈良時代
奈良時代以降になると、各地方で国分寺の瓦を焼成するために、瓦窯とともに須恵器焼成窯が造られるようになった。国や郡の官衙での使用が柱にあったが、それだけに留まらず日常の器としても盛んに用いられるようになった。愛知県小牧市周辺の尾北古窯跡群、埼玉県鳩山町及びその周辺に分布する南比企窯跡群や、東京都多摩地域（町田市・八王子市・稲城市・多摩市・日野市）に展開した南多摩窯跡群はその代表例である。須恵器生産は蝦夷に対峙する城柵の設置にともなって東北地方に達した。

### 平安時代
平安時代には、これまで須恵器生産が盛んだった西日本で一郡一窯の体制から一国一窯への収斂がみられ、産地の数が減る傾向がでてきた。地方統治における郡の役割の低下と、国の役割の向上が背景にあるとも言われる。しかし辺境域の東日本では逆に生産地拡散の傾向がみられ、関東地方では新規の窯が増えた。東北地方中部・南部でも奈良時代には少なかった須恵器が9世紀には盛んに製作された。それも9世紀末には衰退し、土師器系の土器にとってかわられる形で須恵器生産は10世紀に絶える。
なお、愛知県の猿投窯では、大陸輸入の越州窯青磁を陶質土器で模倣する試みによって、8世紀末ないし9世紀初頭に日本初の人工施釉陶器（瓷器：灰釉陶器・緑釉陶器）の生産に成功した。生産技術は猿投窯の周辺地域にも普及し、これ以降東海地方（岐阜県・愛知県・静岡県）の須恵器窯は、灰釉陶器生産の一大拠点へと発展していく。
須恵器生産拡散の最遠は、9世紀末から10世紀にかけて操業した青森県五所川原市の五所川原窯で、津軽平野にある。当時日本の支配領域の外か外縁にあった五所川原窯からは、地元の津軽半島だけでなく、北海道まで製品が送り出された。